# Jostein Gaarder
Pour les articles homonymes, voir Gaarder.
Jostein Gaarder (/ˈju:staɪn ˈgɔːrdər/), né le 8 août 1952 à Oslo, est un écrivain et philosophe norvégien. Professeur de philosophie et d'histoire des idées à l'université de Bergen.

## Biographie
Jostein Gaarder naît dans une famille où il bénéficie d'une éducation pédagogique. Son père est directeur d'une école et sa mère est enseignante mais aussi autrice de livres pour enfants. Cette influence l'amène à écrire ses récits du point de vue d'un enfant, explorant leur capacité à s'interroger sur le monde. Il utilise généralement la métafiction dans son travail, narrant des mises en abymes dans ses histoires.
Jostein Gaarder fréquente l'école de la cathédrale d'Oslo ainsi que l'université d'Oslo, étudiant les langues scandinaves et la théologie. En 1974, il épouse Siri Dannevig. Cinq ans plus tard, sa famille et lui déménagent à Bergen. Il enseigne par la suite la philosophie et l'histoire des idées avant de se lancer dans la littérature. C'est en effet pendant cette période qu'il commence à écrire des romans de fiction.
Sa première œuvre, Diagnosen og Andre Noveller (Le Diagnostic et autres histoires), est publiée en 1986, suivie par Froskeslottet (Le château de grenouille) en 1988 et Kabalmysteriet (Le mystère solitaire) en 1990. Il connaît dans son pays un succès unanime pour son œuvre d'une profonde originalité. Son roman Le Monde de Sophie, publié en 1991 en Norvège et traduit (notamment en français) en 1995, le fait connaître et le consacre auprès de la critique et du grand public, tant en Norvège qu'à l'étranger.
En parallèle de son œuvre littéraire, il crée la fondation Sophie (pour la défense de l'environnement) qui décerne chaque année le Prix Sophie pour récompenser des actions en faveur de l'environnement et du développement durable.

## Œuvres romanesques

Jostein Gaarder au salon du livre de Paris en 1996.

- Le Monde de Sophie (Sofies verden), 1995, roman philosophique, prix des libraires du Québec
- La Fille du directeur de cirque {Sirkusdirektørens datter)
- La Belle aux oranges (Appelsinpiken)
- Le Mystère de la patience,
- Maya
- Vita brevis
- Le Petit frère tombé du ciel (Hello? - Er det noen her?)
- Dans un miroir, obscur (1993)
- Le Château des Pyrénées
- L'Héritage d'Anna
- Le monde de Sophie : la philo de Socrate à Galilée- tome 1[3]

## Polémique
Gaarder est accusé d'antisémitisme à la suite d'une unique chronique publiée le 5 août 2006, par le quotidien norvégien Aftenposten. L'écrivain s'exprime sur cette polémique dans le quotidien français Le Monde.